# Bulgaarse grondwet (1971)
De Bulgaarse grondwet van 1971 was de derde grondwet van het land, en de tweede tijdens de communistische periode (1947-1990). De grondwet van 1971 wordt in de volksmond de Zjivkov-grondwet genoemd, omdat hij werd aangenomen tijdens de periode van het leiderschap van Todor Zjivkov (1911-1998), die sinds 1954 aan de macht was als secretaris-generaal van de Bulgaarse Communistische Partij (BKP) en sinds 1962 tevens premier was van het land. De eerste communistische grondwet dateert van 1947 en wordt informeel de Dimitrov-grondwet genoemd omdat hij tijdens het premierschap van Georgi Dimitrov (1882-1949) werd aangenomen.
De grondwet van 1971 onderscheidde sterker dan die van 1947 de bevoegdheden tussen de staat en staatsorganen enerzijds en de Communistische Partij van Bulgarije (BKP) anderzijds. De leidende rol van de communistische partij werd in artikel 1 vastgelegd en de Bulgaarse Agrarische Nationale Unie (BANU), coalitiepartner van de BKP sinds 1945, werd in de nieuwe grondwet omschreven als de bijzondere partner van de BKP. 
De grondwet voorzag in de instelling van een Staatsraad als collectief uitvoerend staatsorgaan. De voorzitter van de Staatsraad werd het staatshoofd van de Volksrepubliek Bulgarije. Voor die tijd vervulde de voorzitter van het parlement, de Grote Nationale Vergadering, het ambt van staatshoofd. Zjivkov werd gekozen tot voorzitter van de Staatsraad. De Staatsraad overzag de werkzaamheden van de Raad van Ministers, aangevoerd door de voorzitter van de ministerraad (premier). 
Volgens de constitutie was de Grote Nationale Vergadering, het parlement, het hoogste machtsorgaan.
Met de val van Zjivkov op 10 november 1989, werd Petar Mladenov (1936-2000) voorzitter van de Staatsraad en leider van de BKP. Onder zijn bewind werd de grondwet in het voorjaar van 1990 aangepast: de leidende rol van de BKP werd geschrapt en de Staatsraad werd opgeheven; daarvoor in de plaats werd het presidentschap ingevoerd. Na de ontmanteling van het communistische systeem werd in 1991 een nieuwe grondwet aangenomen.